# El lazarillo de ciegos caminantes
El lazarillo de ciegos caminantes (cuyo título completo es El lazarillo de ciegos caminantes desde Buenos Aires hasta Lima) es un relato de viajes colonial que describe, con detalles costumbristas y tono satírico, el itinerario seguido entre el Río de la Plata y Lima poco antes de la creación del Virreinato del Río de la Plata. La obra, publicada entre 1773 y 1775, se ha convertido en una fuente primaria de valor para la geografía, la economía y la sociedad sudamericana de fines del siglo XVIII.

## Autoría
Aunque la portada atribuye el texto a «Don Calixto Bustamante Carlos Inca, alias Concolorcorvo», la investigación filológica y documental del siglo XX demostró que el verdadero autor es Alonso Carrió de la Vandera (1715 – 1783), funcionario asturiano del Correo Real en el Virreinato del Perú. El seudónimo indígena —así como la falsa autoría— le permitían evitar represalias por sus críticas a la administración colonial.

## Historia editorial
La primera edición aparece datada en Gijón (España) en 1773, impresa —según afirma la portada— por la tipográfica «La Robada». Sin embargo, la mayoría de los estudiosos coincide en que la tirada se realizó secretamente en Lima en 1775 o 1776 y que los ejemplares circularon en América de forma semiclandestina, debido a la mirada recelosa de las autoridades virreinales.

## Género y estructura
El texto combina varias tradiciones:
- Guía práctica para comerciantes y arrieros que cruzaban los Andes, con datos sobre postas, distancias y precios.
- Relato costumbrista que describe paisajes, ciudades, hábitos sociales y jerarquías raciales.
- Sátira menipea que parodia el registro oficial y la literatura picaresca española (el título evoca al Lazarillo de Tormes).

El viaje se organiza en 24 capítulos más un extenso prólogo; cada etapa se cierra con digresiones o «jocosidades» destinadas a entretener a los lectores.

## Resumen del contenido
La narración sigue al visitador Carrió y a su guía indígena desde Montevideo y Buenos Aires, atravesando Córdoba, Santiago del Estero, Tucumán, Salta y Jujuy, para luego internarse en el Alto Perú hasta Potosí, Chuquisaca (Sucre) y Cuzco, con destino final en Lima. Entre listas de leguas y precios de la arriería se intercalan anécdotas sobre gauderios rioplatenses, la belleza —y los bocios— de las mujeres salteñas, la pujanza comercial de Córdoba o la rivalidad entre criollos e indios. El manuscrito se interrumpe al entrar en la meseta andina, por lo que algunos estudiosos sospechan pérdidas de folios.

## Contexto histórico
El trayecto cubierto coincide con la reforma borbónica de correos (Carrió era visitador general) y con el debate sobre la reestructuración territorial que culminaría, en 1776, con la creación del Virreinato del Río de la Plata. El texto refleja tanto las tensiones fiscales y militares entre Lima y Buenos Aires como la movilidad económica que ofrecía la ruta de mulas a comerciantes locales.

## Temas de análisis

### Rasgos principales
- Crítica social: Burla de la corrupción administrativa, de los militares ociosos y de ciertos prejuicios étnicos.
- Picaresca y sátira: Uso de motes, chascarrillos y digresiones morales en la voz de Concolorcorvo.[8]
- Descriptivismo ilustrado: Observación casi científica de la fauna, la minería, el clima y los oficios.[9]
- Identidad criolla: Contraste entre el europeísta Carrió y la mirada mestiza atribuida al lazarillo indígena.

## Recepción y legado
Durante el siglo XIX el libro fue redescubierto por bibliófilos; la polémica autoral se zanjó definitivamente en 1944 gracias a los estudios de Rubén Vargas Ugarte y Marcel Bataillon. Hoy integra los corpus esenciales de la literatura dieciochesca hispanoamericana y se valora por su contribución al estudio de la comunicación terrestre y de las culturas andinas y rioplatenses.

## Ediciones notables
- Edición prínceps (atrib. Lima, 1775/76).
- Junta de Historia y Numismática Americana (Buenos Aires, 1908) — primera reedición moderna.
- Biblioteca Ayacucho n.º 62 (Caracas, 1985) —texto crítico con prólogo de Ernesto Pupo-Walker.
- Biblioteca Virtual Miguel de Cervantes —facsimilar y transcripción paleográfica en línea. Biblioteca Virtual Miguel de Cervantes

## Traducciones
Existe una versión inglesa parcial (A Guide for Inexperienced Travellers Between Buenos Aires and Lima, 1967) que circula en antologías de literatura colonial, además de traducciones al francés e italiano publicadas en la década de 1990 para estudios comparados de viajes ilustrados.